# Michele Rogliani
Michele Rogliani (Venezia, 9 giugno 1961 – Venezia, 27 febbraio 1985) è stato un calciatore italiano, di ruolo centrocampista.
Morì prematuramente a 23 anni nel 1985 nel tentativo di disintossicarsi dalla dipendenza da stupefacenti.

## Biografia
Considerato giocatore di grandi qualità tecniche e realizzative, tanto da venire ritenuto, all'epoca, l'erede di Paolo Rossi, si formò negli Allievi del Padova dove la sua prolificità sotto rete, che gli valse anche l'impiego in prima squadra nel secondo scorcio di stagione 1978-79 (in serie C1, esordio contro lo Spezia), convinse il L.R. Vicenza a inserirlo in un'operazione di acquisto per complessivi 400 milioni di lire dell'epoca (~ 200000 €) che prevedeva come contropartita elementi promettenti diventati poi professionisti di una certa fama come Andrea Manzo, Dario Sanguin e Carlo Perrone.
A Vicenza si mise in luce con 17 goal nel campionato Primavera, prestazione che gli valse l'esordio in prima squadra a Pistoia il 16 marzo 1980 sotto la guida tecnica di Renzo Ulivieri.
In prestito al Casale, si avvicinò alle sostanze stupefacenti, che ne minarono il rendimento e lo guidarono alla progressiva esclusione dall'impiego in prima squadra e alla precoce fine della carriera agonistica, terminata a 22 anni nel Monselice, di nuovo in prestito dal L.R. Vicenza.

### La morte
Ormai compromessa la sua carriera da calciatore e completamente dipendente dalla droga, Rogliani decise di intraprendere un percorso di disintossicazione dall'eroina; nelle more della sua ammissione in una comunità di recupero, prevista per i primi giorni di marzo 1985, scelse di comune accordo con i suoi familiari di farsi assicurare con una catena al termosifone della sua camera da letto, quando incustodito, al fine di resistere allo stimolo di procurarsi stupefacenti per fronteggiare le crisi d'astinenza.
La sera del 27 febbraio 1985, tuttavia, molto probabilmente a causa di un mozzicone di sigaretta spento male, si sviluppò nella stanza un incendio che lo colse nel sonno: a causa del fuoco che investì il locale i familiari non fecero in tempo a liberarlo dalla catena che lo teneva assicurato al termosifone, e i vigili del fuoco non arrivarono in tempo per salvarlo dall'asfissia da fumi che lo uccise.
Al momento della morte Rogliani non aveva ancora compiuto 24 anni.
La vicenda rinfocolò la polemica circa l'efficacia dei mezzi di contenzione non giustificati da perizie giudiziarie, i quali erano peraltro sotto osservazione della magistratura, in quei giorni, nel processo che riguardava Vincenzo Muccioli, che li aveva occasionalmente adoperati nella comunità di recupero di San Patrignano in Romagna.